# Carl Camu

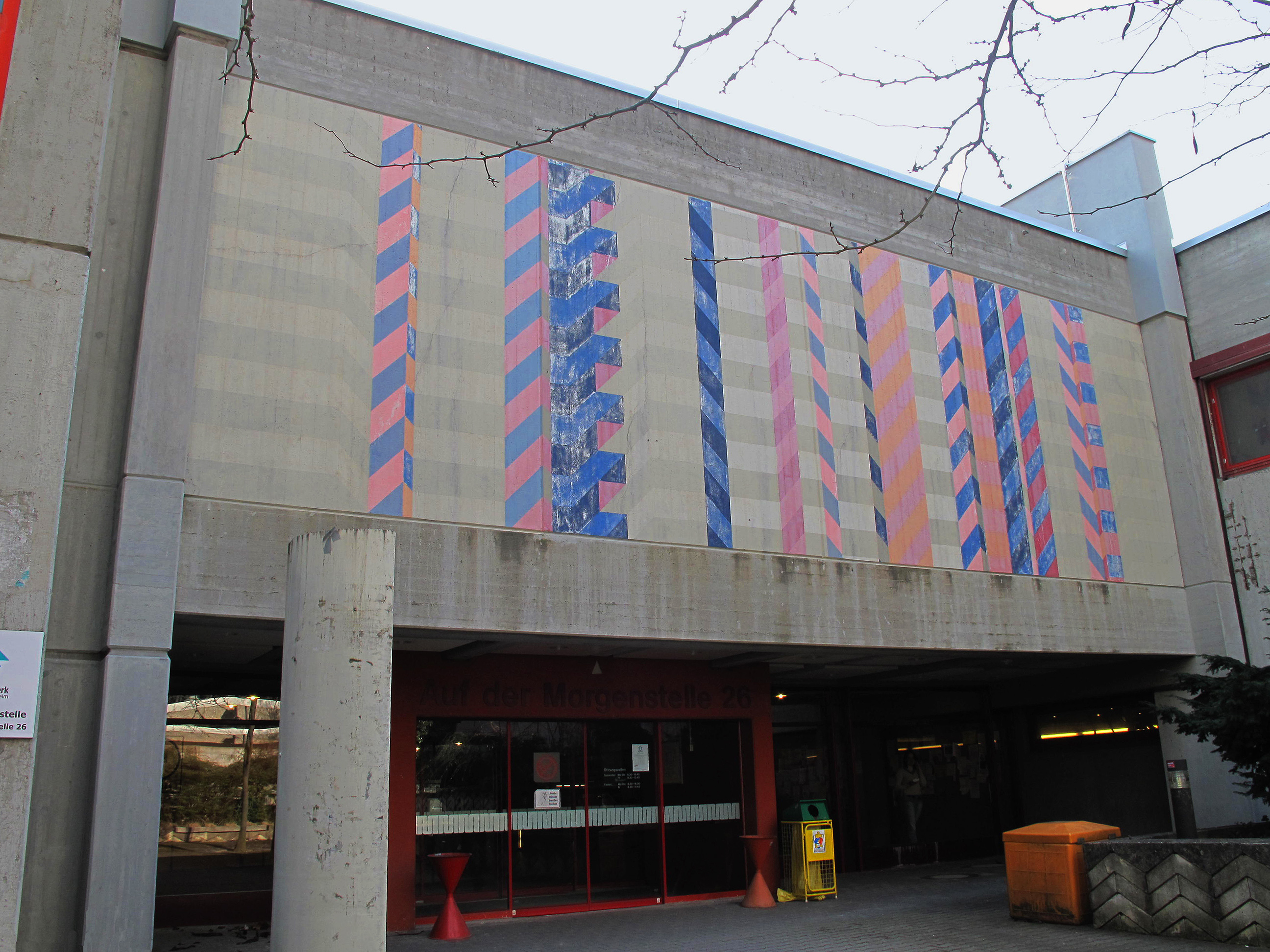
Nordwand der Mensa Morgenstelle in Tübingen, gestaltet von Carl Camu

Carl Camu (* 31. Dezember 1937 in Ludwigsburg; † 1999) war ein deutscher Grafiker.
Er studierte 1955 bis 1958 Musik in Ulm sowie von 1960 bis 1965 an der Staatlichen Akademie der Bildenden Künste Stuttgart bei Rudolf Yelin und Kurt Wehlte. 1968 arbeitete er in Paris bei Johnny Friedlaender. Camu lebte in Stuttgart; er war Mitglied im Deutschen Künstlerbund.

## Ausstellungen
- Sechzehn Künstler: Carl Camu, Albrecht/d., Ingrid Dahn, Bernd-Rüdiger Damerow, Friedemann Hahn, Gerrit Hoogerbeets, Beate Knapp, Dieter Koll, Horst Kuhnert, Joachim Kupke, Guido Messer, Max-Peter Näher, Thomas Ott, Gert Riel, Jürgen Vallen und Brigitte Wilhelm. Württembergischer Kunstverein Stuttgart, 1. März bis 16. April 1978
- Bilder und Grafik: Camu, Engbarth, Löser, Riederer, Willikens: Württembergischer Kunstverein, Stuttgart, 12. Juni bis 6. Juli 1969
- Galerie Kolczinsky, Stuttgart 1968–1999
- Schallplatten-Cover-Entwürfe für jazzpoint.de
- Kinter, Klaus (Hrsg.): Kleine Formate. Remshalden-Geradstetten, Galerie im Atelier 1976. Mit Werken von Carl Camu, Albrecht D., Ingrid Dahn, Bernd-Rüdiger Damerow, Friedemann Hanh, Gerrit Hoogerbeets, Beate Knapp, Dieter Koll, Horst Kuhnert, Joachim Kupke, Guido Messer, Max-Peter Näher, Thomas Ott, Gert Riel, Jürgen Vallen und Brigitte Wilhelm.
- Stamp Images – Museum of Fine Arts, 29 May – 25 September 1987.[3]

## Veröffentlichungen
- Was hat der Gockel mit der Kunst zu tun? Short story – zeitgemäss illustriert mit vorgefundenen Sujets aus "Zeit", "Spiegel", "Stern" usw.
- Perforation.
- Travaux d’art: druckgraphisches mail-art-multiple.
- Ton CD-Einspielung mit Jan Jankeje am Kontrabass, Carl Camu Saxafon und Dimitri Avram am Schlagzeug Live bei Galerie Kolczinsky Stuttgart 1980. 07134-902460
- Légumineux-Ordner (1974 – 80): Katalog; Orig.-Collagen, Zeichnungen, Prosa-Texte, Xerox-Sheets
- Anthologie Stuttgart märchenhaft: Erzählungen. Zeichnungen aus der Solitude-Serie: Carl Camu, Edition Walfisch, Stuttgart, Flugasche-Verlag, 1986, ISBN 3-925286-03-9.
- Zusammen mit Harley, Patrick Beilman, Dogfish, Klaus Groh, Volker Haman, J.P. Jacob, Ot Ratsaphone, Lon Spiegelman, Andrej Ti ma, Edgardo-Antonio Vigo, Dietrich Albrecht, Darlene Altschul, Rose Avery, Peter Below, Michael Bidner, Guy Bleus, Buz Blurr, Gugliemo Achille Cavellini, Carl T. Chew, Buster Cleveland, Cracker Jack Kid, Robin Crozier, Marten Ebbenhorst, Henk Fakkeldij, Mario Lara, Marilyn Rosenberg, Joel Smith, May Wilson: Corresponding Worlds: Artists’ Stamps, Oberlin, OH: Allen Memorial Art Museum, Oberlin College, 1987.
- Schiller, Friedrich: Demetrius oder die Bluthochzeit zu Moskau. Dramatisches Fragment. Bühnenfassung von Hansgünther Heyme. Ausgewählt und eingeleitet von Günther Erken und Hanns-Dietrich Schmidt, Editionen für den Literaturunterricht. Mit sechs Zeichnungen von Carl Camu aus seiner "solitude-serie".